# 파버카스텔
파버카스텔 주식회사(독일어: Faber-Castell AG)는 독일에 설립된 세계적인 필기류 회사이다. 파버카스텔의 주 생산 제품으로는 연필, 색연필, 지우개, 만년필 등이 있다.

## 역사

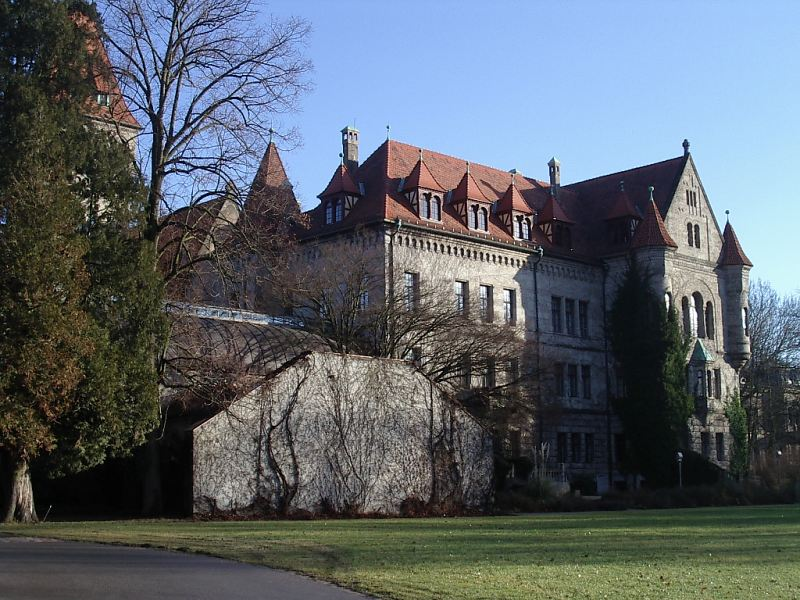
뉘른베르크에 있는 파버카스텔 성

1660년대에 독일 뉘른베르크에서는 연필 생산업자들이 최초로 생겨나기 시작했다. 특히 근처 스타인 지역은 상업이 비교적 자유로웠기 때문에 많은 장인들이 그 지역에서 연필 사업을 시작하는 경우가 많았다. 파버카스텔의 창립자인 카스파르 파버(1730년~1784년)는 원래 캐비닛 제조업자였으나, 연필을 생산하여 성공하게 되자 본격적으로 이 지역에서 사업에 뛰어들었다. 그의 아들인 안톤 빌헬름 파버(1758년~1819년)가 회사를 물려받았고 지금의 본사인 뉘른베르크에 정착하게 되었다.

3대 CEO로 게오르그 레온하르트 파버(1788년~1839년)가 취임한 뒤, 회사는 프랑스의 새로운 흑연제조법과 우수한 영국산 제품에 밀려 잠시 사업이 쇠퇴하였지만, 게오르그는 그의 아들들인 로타르와 요한을 파리와 런던으로 보내어 공부하게 하였고, 로타르 폰 파버(1817년~1896년)는 기업을 이어받아 새로운 아이디어를 창출해내며 기업을 글로벌화 시켰다. 그는 A.W.Faber라는 상표를 등록시키며 역사상 최초로 필기구의 브랜드화를 이루어 낸다. 로타르의 업적은 다양한데, 먼저 그는 공장을 현대화시켜 더 나은 생산 환경을 제공하였으며, 남녀의 역할분담을 확실히 함으로써 일의 효율성을 늘렸다. 또한 직원들을 위한 다양한 제도(예를 들면 연금제도와 건강보험)도 마련하였다. 독일에서 유치원을 최초로 설립했으며 모조품이 드러나자 직접 법원에 재산권 보호 법률안 통과 청원서를 제출하였고 시행시켰다. 1894년 뉴욕에 지사를 오픈하기도 하였다.

로타르 파버의 외동아들인 빌헬름 폰 파버(1851년~1893년)가 회사를 물려받았지만 그는 42세의 젊은 나이로 사망하였고 그의 미망인인 오틸리에가 잠시 회사를 운영하였다. 그리고 빌헬름의 장녀인 오틸리에 폰 파버가 알렉산더 카스텔 뤼덴 하우젠(1866년~1928년)백작과 결혼함으로써 알렉산더 백작이 회사를 이끌어 나가게 되었고 이때 그 유명한 카스텔9000 연필과 말타는 중세기사 로고가 등장함으로써 회사는 더욱더 굳건히 자리잡게 되었다.
5대 CEO였던 로타르 파버는 회사의 고유성을 유지하기 위해선 상속녀가 결혼을 한다 하여도 성을 유지하여야 한다고 생각했기 때문에 왕실의 승인이 필요했고 그것을 최초로 얻어내었다. 그리하여 오틸리에와 알렉산더의 성은 카스텔-뤼덴하우젠이 아닌, 파버카스텔, 즉 지금의 회사명을 가지게 되었다.
7대 CEO인 백작 롤란드 폰 파버 카스텔(1905년~1978년)의 경영 아래 로타르 폰 파버의 형제인 요한 폰 파버가 설립한 요한 파버 연필 공장과 브라질에 있는 라피스 요한 파버를 인수하였고, 1960년 프랑스의 판매회사를 시작으로 1962년 오스트리아, 1965년 아르헨티나와 페루의 공장 등 1960년에서 1977년까지 해외지사들을 설립하였다. 브라질, 상파울로에 있는 지사는 2차 세계대전때 잠시 주식을 압수당하였으나 지금은 세계에서 가장 큰 파버카스텔의 연필공장이다.
현재의 CEO는 1978년 대표로 임명된 백작 안톤 볼프강 파버 카스텔이며, 그는 화장품 산업을 위한 연필을 생산하였고 20년 동안 여러 개의 해외 지사와 말레이시아에 있는 세계에서 가장 큰 지우개 공장을 설립하였다. 친환경 모토를 내세워 다양한 친환경 기술을 개발하고 코스타리카에 제조공장을 설립하였으며 1993년 제품분류로써 회사이미지를 재정립하고 2000년에는 독일 금속노조와 사회 협약서를 준비하고 전 세계적으로 적용할 것을 약속하였다. 또한 고급 만년필 등 프리미엄 제품 라인으로 구성된 그라프 폰 파버카스텔을 만들면서 브랜드 이미지 고급화에 기여하였다. 그는 작년 11월에 파버카스텔 창립 250주년을 맞이하여  전세계 순방을 하여 첫 방한을 하게 되었다.

## 로고
알렉산더 파버카스텔 백작은 수십 년간 박스와 케이스의 디자인 모티브가 되었던 두 명의 연필 기사 그림을 의뢰하였고 그것이 지금의 로고의 기원이 되었다. 한 기사가 창처럼 보이는 연필을 들고 다른 기사를 이기고 있는 이 장면은 파버카스텔의 품질 철학을 보여준다. 즉 이 창처럼 생긴 연필의 의미는 창처럼 단단한 연필을 만들겠다는 파버카스텔의 신념이 담겨져 있는 것이다. 이 로고는 그 후 오래되었다는 이유로 사용되지 않았으나 현재의 대표인 안톤 볼프강 파버카스텔이 1990년대 회사 이미지를 재창조하며 다시 쓰이게 되었다. 만년필의 경우 펜촉에 로고가 그려져있는 경우가 많다.

## 브랜드 철학
파버카스텔의 대표인 백작 안톤 볼프강 파버카스텔은 이렇게 말했다."우리는 단순히 쓰는 필기구만 만들지 않고, 창조적 활동과 관련된 도구를 개발하여 미래에 대비하고 있습니다." "연필은 아무 회사나 만들 수 있습니다. 그렇지만 우리는 평범한(ordinary) 일을 비범하게(extraordinary) 잘하려고 노력해왔습니다. 바로 그것이 우리 회사의 철학입니다."
파버카스텔의 목표는 전통을 지키면서도 항상 의문을 가지고 시대의 변화에 최적화하는 것을 두려워 하지 않으며 소비자들이 이해할 수 있는 혁신을 가져오는 것이다. 또한 ‘그라프 폰 파버 카스텔 컬렉션’같은 제품마다 식별 숫자가 있고 보증서와 케이스가 있는 한정판매 제품을 만들어 수집가들이 선호하는 브랜드로 키우는 것이 회사가 제시한 또다른 혁신이다.
그리고 언제나 우수한 품질의 필기구를 만드는 것을 목표로 하고 있다. 예를 들면 좋은 연필을 잘 부러지지 않고 긁히지도 않고 오랫동안 보존케 하는 것이 가장 중요하다.
또한 친환경을 모토로 내세워 매년 브라질의 2만 여 그루의 나무를 심는 등 인간적인 미덕을 보여줌으로서 다른 기업과의 차별화를 목표로 하고 있고, 지구를 보호하기 위한 친환경적 생산과정과 재료, 기술 확보를 우선시하고 있다. 회사 내부뿐만 아니라 사업 동반자들과의 의사소통을 통해 사회적인 책임감을 실천하고 있다.

## 특징
- 최초로 현대연필의 표본이 된 육각형 연필 고안[8]
- 연필의 길이를 18cm로 표준화[8]
- 로타르 폰 파버가 1794년에 만든 18단계의 경도 체제: B(짙기)와 H(강도)로 나뉜 연필심의 세분화[9]
- 히말라야산 삼나무 사용 & 흑연과 점토의 배합 비율 특허 & 재료 90% 이상이 지속가능한 재료[9]
- 값싼 아세톤이나 휘발성 물감 대신 친환경 수성페인트사용, 1992년 세계최초로 광택을 내고 세균번식을 막으면서 인체에 해가 없는 수용성 레커 발명[9]
- 매년 브라질에 2만여그루의 나무를 심음[10]
- 100여년 전 빈센트 반 고흐가 썼던 연필로 유명하고, 지금은 칼 라거펠트 같은 유명 디자이너, 오스카 코코쉬카, 네오 라우흐 같은 현대 화가들, 그리고 노벨상 수상작가인 권터 그라스도 파버카스텔 연필 애호가로 유명함.[8]

## 제품

### 카스텔9000

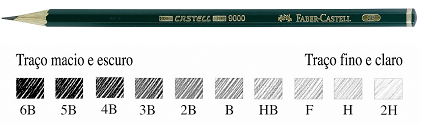
카스텔9000

카스텔9000은 그립2001과 같이 연필 매니아들이 꼽는 명품 연필중 하나로, 육각형 연필의 시초이기도 하고, 작가 요한 볼프강 폰 괴테와 화가 빈센트 반 고흐가 애용하던 연필이기도 하다. 이 제품은 1905년 출시되었지만 지금까지도 연필계의 베스트셀러이다. 특징으로는 단단한 연필심 덕분에 다른 연필보다 2-3배 오래 쓸수 있다는 것과 특수 공법으로 연필심과 나무가 들뜨지 않아 떨어뜨려도 심이 부러지지 않는다는 것이다.

### 그립2001

그립2001

- 2000년 미국의 경제주간지 비즈니스 위크에서 '올해의 10대 상품'으로 소개된 바 있다. 삼각그립 모양이 특징이고 손에서 미끄러지지 않도록 표면을 점선으로 처리하였다.[13]

### 폴리크로모스 색연필

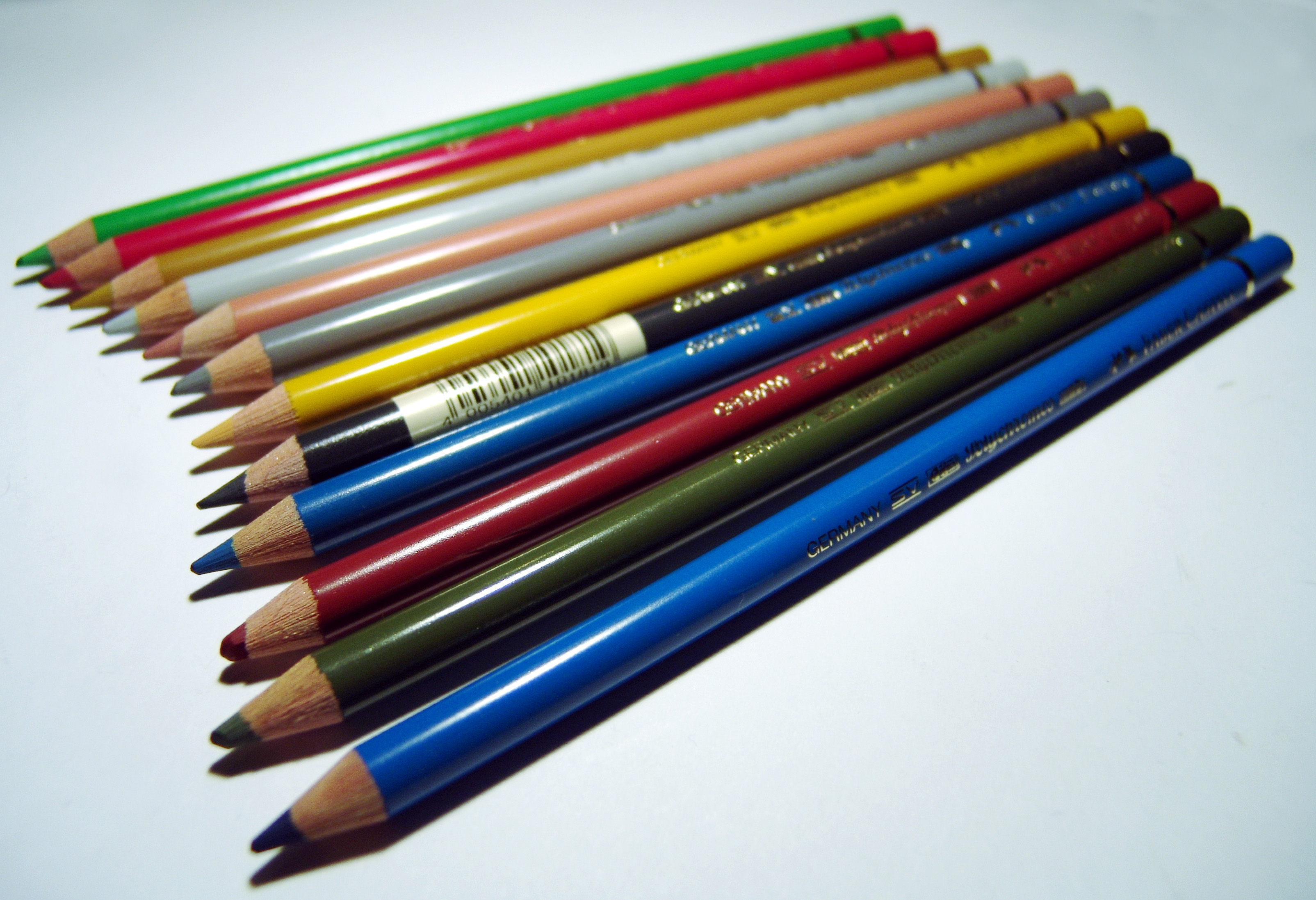
파버 카스텔 폴리크로모스 24색

- 폴리크로모스 유성 색연필은 초현실주의 대가 코코슈카, 패션디자이너 볼프강 윱 등 예술가들이 애용했던 색연필이다. 2008년에 5월에 한국에서는 폴리크로모스 색연필 탄생 100주년을 기념하는 행사로 이두식 홍익대 교수의 드로잉 작품을 모은 '이두식 소묘 일기전'이 열렸다.[14]

### 그라 폰 파버 카스텔
- 지금의 대표인 볼프강 백작은 브랜드의 고급화를 위해 그라 폰 파버 카스텔 시리즈를 선보이고 있다. 2011년 11월에 출시된 이 제품은 뉘른베르크의 나무장인들이 고급 오리나무를 사용해 만든 필기구이다. 퍼펙트 펜슬은 백금으로 도금되어 있고 교체가능한 네 자루의 포켓펜슬, 네 개의 예비용 지우개로 구성되어 있는 세트이다. 가격은 85만원이다.[15]

### 그 외

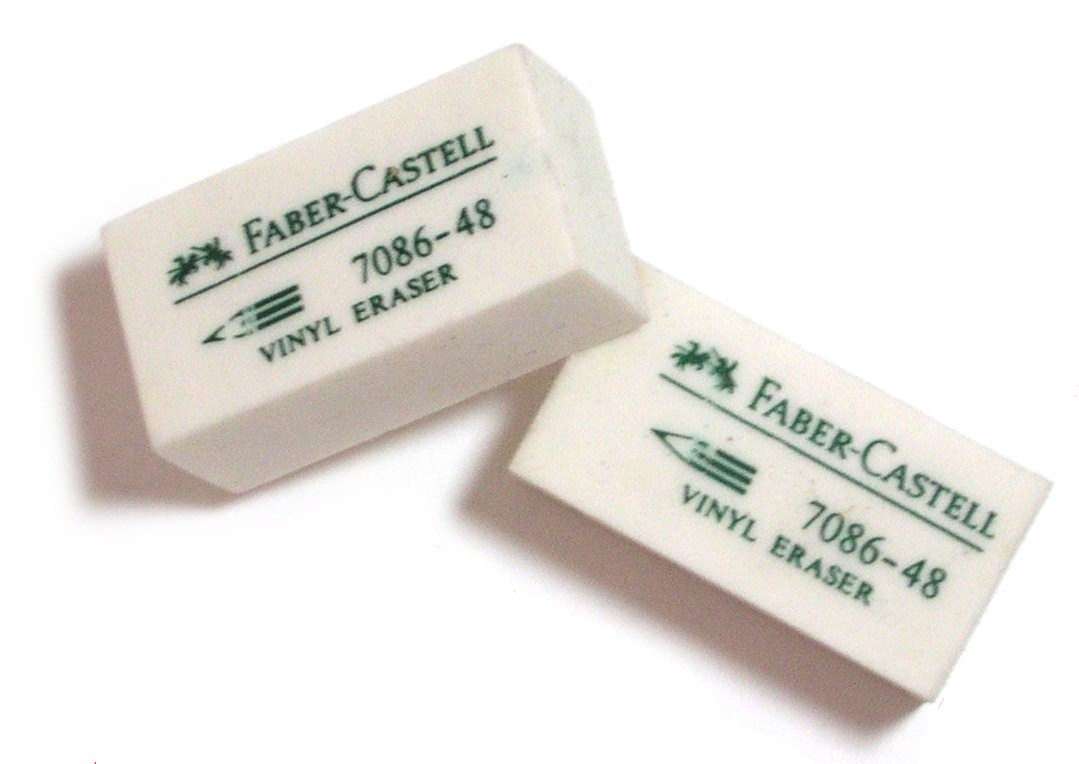
지우개

- 파버카스텔 지우개

## 같이 보기
- 스테들러
- 로트링